# Магическое цирковое шоу — 2012
Магическое цирковое шоу — 2012 (англ. Magic Circus Show 2012) — третье шоу цирковых искусств «Евровидение», которое прошло в Швейцарии в 2012 году. Запись шоу состоялась 17 ноября 2012 года на сцене «Рождественского Цирка» в швейцарском городе Женева.
Шоу проводила швейцарская национальная телекомпания RTS при контроле организатора Европейского вещательного союза. В шоу приняли участие более 60 детей из 9 стран. От участия в шоу в этом году отказалась Украина. Также впервые приняли участие артисты из Армении, Болгарии и Ирландии

## Место проведения
Местом проведения третьего «Магического циркового шоу» в очередной раз был выбран «Рождественский Цирк», вмещающий почти три тысячи зрителей, в швейцарской Женеве.
В Швейцарии цирк является одним из самых популярных видов развлечений и искусства. В этой маленькой стране работают более 40 цирков, а также около 50 цирковых школ, 27 из них объединились в 2004 году в национальную Федерацию.

## Формат
На третьем шоу разрешалось участие детей в возрасте от 9 до 14 лет и участие от одной страны не более трех цирковых номеров.
Победитель на шоу 2012 года не определялся, потому что шоу не транслируется в прямом эфире, а записывается заранее и показывается в странах-участницах конкурса после католического рождества.
Более 60 детей, среди которых эквилибристы, иллюзионисты, акробаты, жонглеры, клоуны и воздушные гимнасты, из 9 стран Европы выполнили яркие номера, которые отображают разнообразные цирковые традиции Европы. Номера подготовлены учениками цирковых школ, победителями строгого национального отбора, организованного национальными телеканалами, участвующими в совместном производстве. Цель шоу — не определить победителя, а показать разнообразие цирковой культуры в Европе с помощью выступлений талантливых детей младшего возраста.
Шоу позиционируется как передача для юных зрителей и семейного просмотра, которая транслируется в период новогодних и рождественских праздников, а в единый спектакль выступления связывают скетчи клоунов и музыка Magic Circus Orchestra.